# Es-Sifa
Es-Sifa (en àrab السيفة, as-Sīfa; en amazic ⵙⵉⴼⴰ) és una comuna rural de la província d'Errachidia, a la regió de Drâa-Tafilalet, al Marroc. Segons el cens de 2014 tenia una població total de 7.035 persones.